# Battaglia di Gesté
La battaglia di Gesté è stata una battaglia della prima guerra di Vandea combattuta il 1º febbraio 1794 a Gesté.

## La battaglia
Il 1º febbraio, Jean Nicolas Stofflet, alla testa di 1 000 uomini attaccò la colonna di Joseph Crouzat proveniente da Saint-Philbert-en-Mauges, a Gesté.
All'inizio della battaglia, il battaglione della Marna ed il 74º reggimento di fanteria di linea, si fecero prendere dal panico prima che fosse stato sparato un solo colpo. Crouzat ripiegò quindi su Le Fief-Sauvin, mentre la sua ala sinistra, dopo un debole contrattacco andò in rotta e scappò in direzione di Le Puiset-Doré.
A Montrevault, il generale Jean-François Cordellier, informato dell'attacco, si portò su Gesté ma venne respinto dai vandeani, che inoltre ricevettero in rinforzo 800 bretoni venuti da Maisdon-sur-Sèvre, comandati dal conte di Bruc. Temendo d'essere circondato, Cordellier ordinò la ritirata. I repubblicani ripiegarono su Montrevault, ma uno dei battaglioni comandato dall'aiutante-generale Flavigny cercò rifugio a Nantes dove però Jean-Baptiste Carrier gli impedì di entrare in città. Flavigny, accusato da Cordellier di avere causato la sconfitta, in seguito fu arrestato e imprigionato.